# 조나스 L.A.
조나스 L.A.(JONAS L.A.)는 Michael Curtis , Roger S. H. Schulman 에 의해 만들어진 조나스 브라더스 주연의 디즈니채널 오리지널 시리즈 (=DCOS)이다. 파일럿은 2008년 9월에 촬영되었으며 2009년 5월 2일에 첫 방영되었다. 5월 2일 디즈니채널을 통해 첫 방영되기 전, 디즈니채널 온 디맨드를 통해 4월 25일 처음으로 선보여졌다.
한국에서는 디즈니 채널에서 2010년에 조나스 LA에 가다라는 제명으로 방영되었다.

## 이해
케빈, 닉, 그리고 조 조나스는 보이밴드 조나스 브라더스의 멤버이다, 2007년 이들은 디즈니 주관의 할리우드 레코드와 손을 잡았다. 2007년 조나스 브라더스는 8월 17일 디즈니채널의 한나몬타나의 게스트 스타로 배우로써 데뷔했다. 그직후, TV시리즈와 디즈니채널 오리지널 무비 캠프락이 탄생하고 조나스 브라더스가 배역을 맡아 시작되었다.
이 티비시리즈의 본래 제목은 "Junior Operatives Networking as Spies"의 머릿글자를 따 J.O.N.A.S 이었다. 이 쇼에서, 조나스밴드는 세계를 구하기위한 정부비밀첩보원이지만 그 사실을 숨기기위해 밴드 일을 한다. 동시에, 그들은 두가지 삶을 엄마와 동생 프랭키에 숨기기위해 노력한다.
J.O.N.A.S의 파일럿은 2007년에 촬영되었다. 그러나 2008년 그들의 콘서트 투어를 밀착취재한 디즈니채널 오리지널 미니시리즈 조나스브라더스: 리빙 더 드림(원제:Joans Brothers: Living the Dream)이 5월 16일 첫 방영되었으며, 몇 주 뒤인 6월 20일 조나스 브라더스, 데미 로바토 주연으로 조나스 브라더스의 첫 영화 데뷔작인 디즈니 채널 오리지널 무비 캠프락(원제:Cmap Rock)이 방영되었다(조나스 브라더스는 극중 밴드"커넥트 쓰리(=Connect Three)"의 셰인 그레이(조 조나스),네이트(닉 조나스),제이슨(케빈 조나스) 역할을 맡았다). 또한 2009년 2월에는 그들의 디즈니 디지털 3-D 콘서트 영화인 조나스브라더스: 3D 콘서트 경험(원제:Jonas Brothers: The 3D Concert Experience)이 개봉되기도 하였다. 이런 급속한 활동으로 조나스 브라더스는 점점더 유명해졌고, 그 유명세로 인해 결국 J.O.N.A.S는 조나스 브라더스가 밴드일과 그들의 평범한 생활의 균형을 맞추어가는 내용으로 변경, 타이틀 또한 J.O.N.A.S에서 JONAS로 변경되었다.

## 등장인물

### 주연
- 케빈 루카스(=Kevin Lucas)

시즌 1
케 빈은 형제중 가장 맏형이지만 가끔 괴짜같고 제멋대로에 바보같아 보일때도 있다. 케빈은 상식 외의 생각을 잘하는걸로 잘 알려져있다 그리고 항상 트럼펫 부는 수달이나 비키니 입은 곰과 같이 괴짜 동물들에 대한 생각을 한다. 케빈은 종종 정신이 나간게 아닌가 궁금할정도로 이상하거나 실행불가능한 계획을 말하기도 하지만, 가끔은 좋은 아이디어를 내기도한다. 그가 거짓말을 할때면 목소리 톤이 높아지곤한다. 그는 자신의 움직이는 기타 수집대가 있다. 그는 JONAS밴드 내에서 백업보컬이지만, 한때 리드보컬과 리드기타를 맡았었다. 그는 전에 스칸디나비아에서 만났던 Anya에게 반했었던적이있다. 그녀의 순수함을 좋아했던 케빈은 스텔라에 의해 지나친 미국화가 된 Anya에게 적잖은 실망감을 느끼고 있을 때, 프랑스에서온 새로운 여자아이를 만나게되었지만 그 이후의 사랑은 잘풀리지 않았다.(시즌1 19화 참고) 이를 보아 케빈은 외국인 여자들을 좋아하는 것 같다. 또한 케빈은 닉의 블루 쿠키를 좋아한다(시즌1 18화 참고)
시즌 2
에 피소드 3화인 "Date Expectations"에서, 케빈이 그의 중간 이름인 "Percy"를 사용하는 것을 싫어한다는 것이 밝혀졌다. 맏형으로서의 케빈은 바보같을 때도 있지만 때론 경쟁심이 강하기도하다. 그러나 그의 동생들을 책임질때면 진짜 맏형으로서의 모습을 보여주기도한다. 그는 L.A에 와서 베이컨기름으로 움직이는 생물연료 차와 사랑에 빠진다. 도중에 "연출가"라는 새로운 목표를 갖는다.
- 조 루카스(=Joe Lucas)

시즌 1
조는 그룹의 10대의 연인으로 알려져있다. 그와 스텔라는 서로의 감정을 알고있지만 사귀기로 결정하진 않았다. 왜냐하면 만약 깨지게 된다면 둘 사이의 우정이 흔들리게 될 것을 걱정하고있기 때문이다. 하지만 조는 여전히 스텔라에대한 감정을 가지고있고 그의 형제들이 조가 스텔라를 피한다고 판단하여 귀찮게 할때를 제외하곤 항상 그녀와 함께 시간을 보내려고한다. 에피소드 "Double Date"에서 조와 스텔라는 키스를 하고 곧 커플이된다. 하지만, "House Party"에서 스텔라는 조에게 그냥 친구로 지내길 원한다고 말한다. 그는 동생인 닉보다 더 바보같은 경향이있다. 하지만 케빈만큼은 아니다. 조는 소리나는 동물 인형을 좋아한다. 그는 밴드 JONAS에서 리드보컬과 키보드,리듬 기타를 맡고있다. 그는 항상 파란 팬더 연필을 지니고다닌다.
시즌 2
시즌 2에서 그는 바네사 페이지와 포옹하는 것을 보여준다.왜냐하면 스텔라가 연인이 아닌 친구로 남길 원했기 때문이다.
조는 자신의 여름을 배우 일과 영화 일을 탐색하는데에 사용한다. 조의 바람둥이 천성 때문에 문제가 생기게 되지만 그는 결국 스텔라와의 관계를 정리하고 바네사 페이지와 데이트하기로 결정한다.
- 닉 루카스(=Nick Lucas)

시즌 1
닉은 밴드 멤버중 가장 차분하고 침착한 멤버이다. 그는 여자와 한번 사귀면 금방 깨진다고 알려져있다.
그 리고 그의 가족들은 닉이 너무 빨리 사랑에 빠지는것을 못마땅해한다. 가끔 케빈의 터무니 없는 행동에 참을성을 잃기도 하지만 닉은 멤버들 중에서는 가장 진지하다. 그는 JONAS의 두 번째 리드보컬이며 드럼을 맡고있다. 그의 가족을의 말에의하면 닉은 어렸을 때 절대 웃지 않았다고한다. 이에 대해 닉은 그의 이가 나기를 기다리고 있었던거라고 해명한다(하지만, 조가 그건 변명이라고 말하자, 닉은 더 이상 대답하지 않았다). 그는 JONAS에서 빵이나 쿠키를 굽는 모습을 많이 보여주었고 케빈은 그런 닉의 블루 쿠키라면 껌뻑죽는다.
시즌 2
시 즌 2에서 닉은 메이시 미사에게 이전과는 다른 감정을 느끼게 된다. 그가 메이시와 함께있는 순간을 DZ가 방해하는 때가 많다. "The secret"에서 닉은 빅랍의 조카딸이 지켜보고있는 걸 강하게 느끼게 된다.(빅랍의 조카딸은 메이시와 닉이 데이트하는걸 알게되기 때문) 빅랍의 조카딸이 닉과 메이시의 비밀을 모두에게 말하지 않게 하기 위해 닉은 그녀와 협력한다.

### 조연

#### 주요 조연
- 프랭키 루카스 (Frankie Jonas) - 프랭키는 조나스의 막내이다. 그는 끊임없이 조나스안에서 주목받으려고 한다. 프랭키는 형들과 같이 공연할 기회를 가지고 싶어하지만 그의 형제들은 그렇게 생각하지 않는 모양이다. 프랭키는 매우 빠르게 이동할 수 있다 그리고 숨바꼭질의 전문가이다(집안에 프랭키만의 루트가 있다). 그는 뉴저지에서 자랐고 탁구를 즐겨한다.
- 빅 맨/빅 랍 (Robert Feggans) - 그는 어디에서나 조나스를 에스코트하는 보디가드이다. 그는 L.A.에서 조나스와 같이 사는듯하다. 그는 조카딸이 있다.

#### 시즌 1에만 출연
- 샌디 루카스 (Rebecca Creskoff) - 그녀는 닉,케빈,조의 어머니이자 톰의 아내이다. 그녀는 조나스들이 실수를 저질름에도 불구하고 항상 아들들을 자랑스럽게 여긴다. 그녀는 평범한 가족이 되길 원하지만 조나스들이 유명하기 때문에 불가능할지도 모른다고 인정한다. 그녀는 거의 잘 등장하지 않는다.
- 반 다이크 (Chuck Hittinger) - 그는 가끔 스텔라의 사랑을 받아 으레 조를 질투하게 만든다. 반 다이크는 에피소드 "Double Date"에서 스텔라에게 데이트하자고 말하고, 이것이 조의 질투심에 불을 붙이는 원인이 되어 조는 그들의 데이트에 끼어든다.
- 미스 스나크 (Tangelina Rouse) - 조,닉,케빈을 사랑하는 생물학/연극 선생님. 그녀는 자주 학교에서 그들에게 우대를 해주어, 때때로 조나스들과 다른 학생들사이에 트러블의 원인이 된다. 그녀의 조카딸은 JONAS의 열렬한 팬이다.

#### 시즌 2에만 출연
- 데니스 지머(DZ) (Adam Hicks) - 조나스가 L.A.에 와서 만난 새로운 친구. 그는 엄청나게 부자인 뮤직프로듀서의 아들이다. 그는 L.A.의 멋진 장소를 조나스들에게 보여준다. 그는 매우 재밌으며 외향적이다.또한 그는 래퍼이다. 그의 아버지가 자신의 노래를 듣게하려고 열심히 노력하지만 아직 기회를 가지지 못했다.
- 바네사 페이지 (Abby Pivaronas) - 조에게 "Forever April"라는 영화에 출연할 기회를 준 유명한 영화배우
- 이모 리사 (Beth Crosby) - 스텔라와 메이시가 L.A.에 사는동안 같이 머무르는 스텔라의 이모
- 모나 클라인 (Debi Mazar) - 영화 "Forever April"의 감독
- 톰 루카스 (John Ducey) - 닉,조,케빈,프랭키의 아버지. 그는 시즌 1에서 주요 인물이었으나 시즌 2에서는 조연이다.
- 키아라(China Anne McClain) - 빅 랍의 조카딸, 오직 그녀만이 닉과 메이시가 사귀는 것을 안다. 닉과 노래부르는 것을 대가로 그녀는 닉과 메이시의 비밀을 유지해주기로 한다.

## 제작

### 캐스팅
데미 로바토와 니콜 앤더슨이 스텔라 역의 오디션을 보았으니 첼시 스터웁이 스텔라 역을 얻게 되었다. 첼시 스터웁의 말에 의하면, 그녀가 이전에 함께 일했던 감독인 Sean McNamara이 시리즈의 파일럿이 바뀐 후 그녀가 배역을 얻을 수있도록 도움을 주었다고 한다. 프로듀서는 스텔라를 위한 베스트 프렌드역 메이시를 새로 만들기로 결정하고, 그 역을 실제 첼시 스터웁의 베스트 브랜드인 앤더슨에게 권했다.
조 나스는 케빈,닉,조 조나스를 주연으로 프로그램의 이름JONAS는 그 들의 성(成)을 빌렸다. 이 시리즈는 오로지 조나스 브라더스를 위해 만들어진 첫 TV시리즈라고 할 수 있다. 또한 프랭키 루카스 역이 새로 만들어져 조나스의 가장 막내인 프랭키 조나스가 맡았고, 조나스 브라더스의 실제 경호원인 로버트 "빅 랍" 페건스는 JONAS의 보디가드 역인 빅 맨 역을 맡았다.

## 에피소드
| 한국 | 한국 | 한국     | 한국                   | 한국        |
| 시즌 | 시즌 | 에피소드 | 첫 방송                | 마지막 방송 |
| ---- | ---- | -------- | ---------------------- | ----------- |
|      | 1    | 21       | 2009년 8월 9일         | 2010년      |
|      | 2    | 13       | 2010년 10월 23일(예정) | TBA         |

| 미국 | 미국 | 미국     | 미국            | 미국            |
| 시즌 | 시즌 | 에피소드 | 첫 방송         | 마지막 방송     |
| ---- | ---- | -------- | --------------- | --------------- |
|      | 1    | 21       | 2009년 5월 2일  | 2010년 3월 14일 |
|      | 2    | 13       | 2010년 6월 20일 | 2010년 10월     |

## 음악

### 시즌 1

#### 트랙리스트
조나스 시즌 1의 사운드트랙 앨범은 발매되지 않았다. 그러나, "Give Love a Try"의 풀버전은 Radio Disney Jams, Vol. 12 CD를 통해 공개되었다.

싱글로는 2009년 9월 8일 Keep It Real과 2010년 3월 30일 Give Love A Try가 발매되었다.
| Track | Title                            | Episode                                                       | Lead Vocals            |
| ----- | -------------------------------- | ------------------------------------------------------------- | ---------------------- |
| 1     | "Give Love a Try"                | "Wrong Song", "Karaoke Surprise" and "Exam Jam"               | Nick Jonas & Joe Jonas |
| 2     | "Pizza Girl"                     | "Pizza Girl"                                                  | Jonas Brothers         |
| 3     | "Keep It Real"                   | "Keeping It Real" and "Exam Jam"                              | Jonas Brothers         |
| 4     | "We Got To Work It Out"          | "Band's Best Friend" and "Beauty and the Beat" and "Exam Jam" | Jonas Brothers         |
| 5     | "Tell Me Why"                    | "Fashion Victim" and "Detention" and "The Three Musketeers"   | Joe Jonas              |
| 6     | "Blue Danube" (Rock Version)     | "That Ding You Do"                                            | Jonas Brothers         |
| 7     | "Love Sick"                      | "Love Sick" and "Exam Jam"                                    | Jonas Brothers         |
| 8     | "Time Is On Our Side"            | "Stella's Birthday" and "Exam Jam"                            | Jonas Brothers         |
| 9     | "Scandinavia"                    | "Cold Shoulder" and "Exam Jam"                                | Kevin Jonas            |
| 10    | "Live to Party (Original Theme)" | All Episodes                                                  | Jonas Brothers         |

### 시즌 2

#### 트랙 리스트
싱글로는 L.A. Baby (Where Dreams Are Made Of) 2010년 5월 7일 라디오 디즈니를 통해 첫 공개, 그 후 2010년 6월 29일 디지털 싱글로 발매. Feelin' Alive가 2010년 6월 11일 라디오 디즈니를 통해 첫 공개.Chillin In The Summertime가 2010년 7월 3일 첫 공개.Hey You가 2010년 7월 9일 라디오 디즈니를 통해 첫 공개된 바가있다.
한국에서는 2010년 7월 30일 L.A. Baby (Where Dreams Are Made Of)가 디지털 싱글로 발매되었으며, 2010년 8월 20일 JONAS L.A.앨범이 온라인으로 먼저 발매되었다.(한국은 아직 오프라인 CD로는 발매가 되지 않았다.)
| Track | Title                                  | Episode                 | Lead Vocals                       |
| ----- | -------------------------------------- | ----------------------- | --------------------------------- |
| 1     | "Feelin' Alive"                        |                         | Jonas Brothers                    |
| 2     | "L.A. Baby (Where Dreams Are Made Of)" | "House Party"           | Jonas Brothers                    |
| 3     | "Your Biggest Fan"                     | "The Secret"            | Nick Jonas ft. China Anne McClain |
| 4     | "Critical"                             |                         | Nick Jonas                        |
| 5     | "Hey You"                              | "America's Sweethearts" | Jonas Brothers                    |
| 6     | "Things Will Never Be the Same"        |                         | Joe Jonas                         |
| 7     | "Fall"                                 | "Back to the Beach"     | Jonas Brothers                    |
| 8     | "Summer Rain"                          |                         | Joe Jonas                         |
| 9     | "Drive"                                |                         | Nick Jonas                        |
| 10    | "Invisible"                            | "And...Action"          | Jonas Brothers                    |
| 11    | "Make It Right"                        | "Date Expectations"     | Joe Jonas                         |
| 12    | "Chillin' in the Summertime"           |                         | Jonas Brothers                    |
| 13    | "Set This Party Off"                   | "House Party"           | Jonas Brothers                    |

Enhanced CD
- "Critical"의 스페셜 버전(피아노 버전)
- 풀버전 뮤직비디오
- 가사

### 음반 판매 실적
"조나스 LA"의 사운드트랙은 미국 빌보드200차트에 앨범판매 첫주에 총 33,000장 이상이 팔려 7위로 데뷔했다. 이 앨범은 빌보드에 8번째로 입성한 조나스 브라더스의 앨범이 되었다.

### 뮤직 비디오
| 년도 | 제목                            | 앨범       |
| ---- | ------------------------------- | ---------- |
| 2009 | "We Got To Work This Out"       | JONAS      |
| 2009 | "Keep It Real"                  | JONAS      |
| 2009 | "Live To Party"                 | JONAS      |
| 2009 | "Pizza Girl"                    | JONAS      |
| 2009 | "Why"                           | JONAS      |
| 2009 | "Love Sick"                     | JONAS      |
| 2010 | "L.A. Baby"                     | JONAS L.A. |
| 2010 | "Fall"                          | JONAS L.A. |
| 2010 | "Chillin In the Summertime"     | JONAS L.A. |
| 2010 | "Feelin' Alive"                 | JONAS L.A. |
| 2010 | "Make It Right"                 | JONAS L.A. |
| 2010 | "Invisible"                     | JONAS L.A. |
| 2010 | "Hey You"                       | JONAS L.A. |
| 2010 | "Your Biggest Fan"              | JONAS L.A. |
| 2010 | "Critical"                      | JONAS L.A. |
| 2010 | "Set This Party Off"            | JONAS L.A. |
| 2010 | "Things Will Never Be the Same" | JONAS L.A. |

1. ↑  윤고은 (2010년 10월 22일). “디즈니채널, '조나스 LA에 가다' 방송”. 2024년 2월 23일에 확인함.